# Франко-шведская война (1805—1810)
Франко-шведская война 1805-1810 годов (также её называют Померанской войной) —  война между Швецией и Францией, проходившая в рамках Наполеоновских войн.

## Предыстория
В 1803 г. Великобритания объявила войну Франции, в это время Швеция оставалась нейтральной вместе с северными странами Данией-Норвегией и Пруссией. Но после казни Луи-Антуана-Анри де Бурбон-Конде в 1804 году шведское правительство разорвало все дипломатические отношения с Францией и заключило соглашение, позволяющее британцам использовать шведскую Померанию в качестве военной базы против Франции в обмен на выплаты. Российская империя также пообещала Швеции военный контингент в 40 000 человек, если ей будут угрожать французские войска. 9 августа 1805 года Швеция присоединилась к Третьей коалиции и 31 октября объявила войну Франции.

## Ход войны
В ноябре 1805 г. шведские войска вместе с британскими и русскими армиями должны были наступать на Ганновер и освободить его от французов. После битвы под Аустерлицем шведские части остались противостоять французам без поддержки британских и русских войск и были вынуждены отступить в Шведскую Померанию.
В сентябре 1806 г. Швеция, Великобритания, Российская империя, Пруссия и Саксония образовали Четвёртую антифранцузскую коалицию, Швеция получила право захватить Лауэнбург. Осенью 1806 г. французские войска Наполеона и Луи-Никола Даву разгромили прусские у Йены и Ауэрштедта и оккупировали Пруссию, шведы вынуждены были отступить к Любеку. В январе 1807 г. французская армия осадила Штральзунд. В середине апреля 1807 г. стороны договорились о перемирии; французы должны были покинуть Шведскую Померанию, однако шведское правительство отказалось присоединиться к Континентальной блокаде против Великобритании и осудило перемирие под давлением английской дипломатии.
Между тем в июле 1807 г. между Наполеоном и Александром I был заключен Тильзитский мир, что значительно ухудшило положение Швеции, а месяц спустя осада Штральзунда была возобновлена. У Густава IV Адольфа была возможность примириться с Наполеоном, однако шведский король был верен союзу с Великобританией. Шведская армия была окружена наполеоновскими войсками на острове Рюген. В планах Густава IV Адольфа было продолжение военных действий против Наполеона, однако очередные военные неудачи вынудили короля вернуться на территорию Швеции осенью 1807 г. Шведскому генералу Юхану Кристоферу Толлю удалось заключить Шлатковскую конвенцию с маршалом Брюном на выгодных условиях, и 7 сентября его войска начали отступать со всем своим военным снаряжением. Путь Густава Адольфа из Штральзунда лежал через провинцию Сконе. Король бежал на родину с лёгким ранением в ногу, в Стокгольм прибыл в декабре 1807 г.

### Франко-датско-русский союз
В Швеции в то время еще не знали, что принесет стране Тильзитский мир. Но вскоре стало очевидно, что положение крайне ухудшилось в двух направлениях. Александр I и Наполеон договорились, что если Швеция не присоединится к Континентальной блокаде, Российская империя объявит ей войну.
Дания, которой до сих пор удавалось сохранять нейтралитет, в августе 1807 года подверглась нападению со стороны Великобритании, уничтожившей ее флот, для того чтобы ни Наполеон, ни Александр I не могли им воспользоваться. Это привело к заключению Данией союза с Наполеоном, а значит — и с врагами Швеции (октябрь 1807 г.). Спустя некоторое время в Дании высадились французские войска под командованием маршала Бернадотта, и угроза с этой стороны стала весьма реальной. В то же время надвигалась угроза и с востока.
Александр I начал с того, что предложил Густаву IV Адольфу примириться с Наполеоном, но тоже потерпел неудачу. Он предложил даже организовать совместные действия Швеции и России для защиты Балтики, как закрытого моря, но и это предложение Густав IV Адольф отклонил без колебаний. После этого Александр окончательно порвал с Англией, продолжая оказывать дипломатическое давление на Швецию, и в то же время, с согласия Наполеона, сконцентрировал свои войска у финляндской границы.
Получив очередной отказ от шведского короля на требование присоединиться к коалиции России, Франции и Дании, русские войска 21 февраля 1808 года без объявления войны перешли шведскую границу и вторглись в Финляндию. Началась последняя Русско-шведская война в истории. Формально она была объявлена Россией только 16 марта, когда король приказал арестовать все российское посольство в Стокгольме.
14 марта Дания по требованию Наполеона объявила войну Швеции; наполеоновские войска под командованием маршала Бернадотта готовили вторжение в Сконе, хотя едва ли в намерения Наполеона входило начать стремительное продвижение в глубь страны.
Но вскоре план был сорван, поскольку стало известно, что Испания восстала против Наполеона, и теперь требовалось разоружить и интернировать испанские войска на территории Дании и вместо этого боевые действия были сосредоточены на норвежско-шведской границе. Экспедиционный корпус Джона Мура из 11 тысяч человек, посланный британским правительством для защиты Швеции от возможного французско-датского вторжения, прибыл 3 мая 1808 года к шведским берегам и пробыл там до июля, однако в результате разногласий со шведским королём был перенаправлен в Португалию.
Планы Наполеона по оккупации Швеции так и не были реализованы из-за активности британского флота на Балтийском море, который просто не позволял датчанам и французам высадится в Сконе, а также из-за нерешительности французского маршала Бернадотта, к тому же Наполеону приходилось держать довольно внушительную группировку войск на Пиренейском полуострове для борьбы с восставшими против оккупации испанцами и боевые действия там не затихали до самого низложения Наполеона в 1814 году. Однако действия Бернадотта, в частности, гуманное обращение с пленными шведами, сделали его достаточно популярным, чтобы быть избранным наследным принцем Швеции, если тот примет лютеранство.

## Завершение войны
Война на несколько фронтов потребовала от Швеции напряжения всех её сил и стала одной из причин экономического кризиса в стране и политического переворота, совершённого шведской элитой в марте 1809 г. (Густав IV Адольф отрёкся от престола). В мае 1809 г. был созван риксдаг, была принята новая форма правления, закрепившая в Швеции конституционную монархию.
30 августа 1809 года новое шведское правительство должно было заключить с Россией Фридрихсгамский договор, узаконивший аннексию Россией Финляндии и Аландских островов. Мирный договор между Швецией и Данией-Норвегией был подписан 10 декабря 1809 года. Страны остались без территориальный изменений.
Шведско-французская война завершилась подписанием Парижского мира с Францией в январе 1810 году, по которому Швеции возвращалась Померания, фактически оставшаяся под французской оккупацией, в обмен на присоединение к Континентальной блокаде против Великобритании. Формально Швеция объявила войну Великобритании, которая длилась до 1812 года. Однако реальных военных действий между странами не было.